# Рауль Гарсія
Рауль Гарсія (ісп. Raúl García Escudero, нар. 11 липня 1986, Памплона) — іспанський футболіст, півзахисник клубу «Атлетік» (Більбао) та національної збірної Іспанії.
Володар Кубка Іспанії з футболу. Чемпіон Іспанії. Переможець Ліги Європи. Дворазовий володар Суперкубка УЄФА.

## Клубна кар'єра
Народився 11 липня 1986 року в місті Памплона. Вихованець юнацької команди футбольного клубу «Осасуна».
У дорослому футболі дебютував 2004 року виступами за команду клубу «Осасуна», в якій провів три сезони, взявши участь у 68 матчах чемпіонату. Більшість часу, проведеного у складі «Осасуни», був основним гравцем команди.
Своєю грою за цю команду привернув увагу представників тренерського штабу клубу «Атлетіко», до складу якого приєднався 2007 року. Відіграв за мадридський клуб наступні чотири сезони своєї ігрової кар'єри. Граючи у складі «Атлетіко» також здебільшого виходив на поле в основному складі команди. За цей час виборов титул переможця Ліги Європи.
Протягом 2011–2012 років знову захищав кольори команди клубу «Осасуна» на правах оренди.
До складу клубу «Атлетіко» повернувся 2012 року. Відтоді встиг відіграти за мадридський клуб 71 матч в національному чемпіонаті.
12 лютого 2024 року в матчі проти «Альмерії» провів свій ювілейний, 600-ий, матч в Ла-Лізі. За цим показником став лише третім гравцем в історії чемпіонату Іспанії, який досяг цієї позначки, після Андоні Субісаррети та Хоакіна Санчеса (обидва — по 622).

## Виступи за збірну
4 вересня 2014 року дебютував у складі національної збірної Іспанії.

## Статистика виступів

### Статистика клубних виступів
| Сезон              | Команда            | Чемпіонат          | Чемпіонат | Чемпіонат | Національний кубок | Національний кубок | Національний кубок | Континентальні кубки | Континентальні кубки | Континентальні кубки | Інші змагання | Інші змагання | Інші змагання | Усього | Усього |
| Сезон              | Команда            | Ліга               | Ігор      | Голів     | Ліга               | Ігор               | Голів              | Ліга                 | Ігор                 | Голів                | Ліга          | Ігор          | Голів         | Ігор   | Голів  |
| ------------------ | ------------------ | ------------------ | --------- | --------- | ------------------ | ------------------ | ------------------ | -------------------- | -------------------- | -------------------- | ------------- | ------------- | ------------- | ------ | ------ |
| 2004-05            | «Осасуна»          | ПД                 | 2         | 0         | КІ                 | 0                  | 0                  | —                    | —                    | —                    | —             | —             | —             | 2      | 0      |
| 2005-06            | «Осасуна»          | ПД                 | 33        | 5         | КІ                 | 0                  | 0                  | КУЄФА                | 2                    | 0                    | —             | —             | —             | 35     | 5      |
| 2006-07            | «Осасуна»          | ПД                 | 33        | 4         | КІ                 | 0                  | 0                  | ЛЧ+КУЄФА             | 2+12                 | 0+1                  | —             | —             | —             | 47     | 5      |
| 2007-08            | «Атлетіко»         | ПД                 | 35        | 3         | КІ                 | 5                  | 0                  | Інт+КУЄФА            | 2+7                  | 0+1                  | —             | —             | —             | 49     | 4      |
| 2008-09            | «Атлетіко»         | ПД                 | 36        | 3         | КІ                 | 2                  | 0                  | ЛЧ                   | 10                   | 1                    | —             | —             | —             | 48     | 4      |
| 2009-10            | «Атлетіко»         | ПД                 | 20        | 0         | КІ                 | 9                  | 0                  | ЛЧ+ЛЄ                | 3+9                  | 0+0                  | —             | —             | —             | 41     | 0      |
| 2010-11            | «Атлетіко»         | ПД                 | 29        | 1         | КІ                 | 5                  | 0                  | ЛЄ                   | 6                    | 0                    | СУ            | 1             | 0             | 41     | 1      |
| 2011-12            | «Атлетіко»         | ПД                 | 0         | 0         | КІ                 | 0                  | 0                  | ЛЄ                   | 2                    | 0                    | —             | —             | —             | 2      | 0      |
| 2011-12            | «Осасуна»          | ПД                 | 33        | 11        | КІ                 | 2                  | 0                  | —                    | —                    | —                    | —             | —             | —             | 35     | 11     |
| Усього за Осасуну  | Усього за Осасуну  | Усього за Осасуну  | 101       | 20        |                    | 2                  | 0                  |                      | 16                   | 1                    |               |               |               | 119    | 21     |
| 2012-13            | «Атлетіко»         | ПД                 | 30        | 5         | КІ                 | 8                  | 2                  | ЛЄ                   | 8                    | 2                    | СУ            | 1             | 0             | 47     | 9      |
| 2013-14            | «Атлетіко»         | ПД                 | 31        | 9         | КІ                 | 7                  | 4                  | ЛЧ                   | 10                   | 4                    | СІ            | 0             | 0             | 48     | 17     |
| 2014-15            | «Атлетіко»         | ПД                 | 10        | 2         | КІ                 | 0                  | 0                  | ЛЧ                   | 4                    | 1                    | СІ            | 2             | 1             | 16     | 4      |
| Усього за Атлетіко | Усього за Атлетіко | Усього за Атлетіко | 192       | 23        |                    | 36                 | 6                  |                      | 61                   | 9                    |               | 4             | 1             | 292    | 39     |
| Усього за кар'єру  | Усього за кар'єру  | Усього за кар'єру  | 292       | 43        |                    | 38                 | 6                  |                      | 77                   | 10                   |               | 4             | 1             | 411    | 60     |

## Досягнення

### Командні досягнення
«Атлетіко» (Мадрид)
- Володар Кубка Іспанії: 2012–13
- Володар Суперкубка Іспанії (2): 2014, 2020
- Чемпіон Іспанії: 2013–14
- Переможець Ліги Європи: 2009–10
- Володар Суперкубка УЄФА (2): 2010, 2012

«Атлетік» (Більбао)
- Володар Кубка Іспанії: 2023–24[3]
- Володар Суперкубка Іспанії: 2020

### Особисті досягнення
- Молодіжний чемпіонат Європи з футболу 2011: команда турніру.